# Friese Anjer
De Friese Anjer is een prijs voor Friese cultuur die uitgereikt wordt door het Cultuurfonds Fryslân. De prijs wordt jaarlijks toegekend aan een persoon, vereniging of instelling die zich bijzonder heeft ingezet voor de Friese cultuur of natuur, dit in de breedst mogelijke zin van het woord. De prijs is de meeste jaren een combinatie van een geldbedrag van € 2.500 en een speld die ontworpen is door de kunstenares Antonia Talamini.

## Prijswinnaars
- 1991 - Rients Gratama, cabaretier;
- 1992 - Joop Mulder, oprichter en producent van het theaterfestival Oerol op Terschelling;
- 1993 - Iepenloftspul Jorwert, openluchtspel;
- 1994 - Frysk Fanfare Orkest;
- 1995 - Thom Mercuur, kunsthandelaar, galeriehouder, curator;
- 1996 - Dansgroep Duende, dansgroep van choreografe Grietine Molenbuur;
- 1997 - Centrum voor Film in Friesland, organisatie Noordelijk Film Festival;
- 1998 - Stellingwarver Schrieversronte, schrijversclub;
- 1999 - Johan de Jong, kenner van kerkuilen;
- 2000 - Nanne Kalma, folkmuzikant;
- 2001 - Koninklijke Tichelaar Makkum, aardewerkbedrijf;
- 2002 - Fries Scheepvaart Museum;
- 2003 - Jos Thie, artistiek leider theatergezelschap Tryater;
- 2004 - Corina van Eijck, artistiek leider van Opera Spanga;
- 2005 - Ben Scheper, programmeur van jazzstichting Hothouse Redbad;
- 2006 - Bernard Smilde, musicus en predikant;
- 2007 - Baukje Wytsma, dichteres en schrijfster van kinderboeken, kindermusicals en liedteksten;
- 2008 - Keramiekmuseum Princessehof, Leeuwarden;
- 2009 - Hindrik van der Meer, schrijver en vertolker van Friese (kinder)liedjes, organisator van culturele bustochten in Friesland in samenwerking met het Gysbert Japicxhûs te Bolsward;
- 2010 - Herma Bovenkerk, beeldhouwster;
- 2011 - Elske DeWall, zangeres;
- 2012 - Bouke Oldenhof, toneelschrijver en theaterproducent; voor de bijdrage die hij, met de Friese taal als inspiratiebron, levert aan het theaterklimaat in en buiten Friesland;
- 2013 - Tsjêbbe Hettinga (postuum), dichter; voor de bijdrage die hij, met de Friese taal als inspiratiebron, leverde aan de dichtkunst in en buiten Friesland;
- 2014 - Kunstroute Open Stal, Oldeberkoop;
- 2015 - Frysk Jeugd Orkest;
- 2016 - BUOG, Bedenkers en Uitvoerders van Ongewone Gebeurtenissen;
- 2017 - Vereniging Eastermars Lânsdouwe;
- 2018 - Muzikaal Skûtsjetheater Myn Skip, Eernewoude;
- 2019 - Jant van der Weg voor haar inzet voor de Friese kinderliteratuur;
- 2020 - De Kast, meer dan 30 jaar inzet voor de Friese popmuziek, taal en identiteit;
- 2021 - Jentsje Popma, voor zijn grote betekenis voor de Friese beeldende kunst;
- 2022 - Hilde Mulder, inzet Friese jeugdtheater;
- 2023 - Hylke Speerstra, voor het voor een groot publiek toegankelijk maken van de Friese taal en specifiek Friese thema’s via zijn boekwerken;
- 2024 - Karst Meijer voor zijn Herbarium Frisicum;